# جنگ استقلال استونی

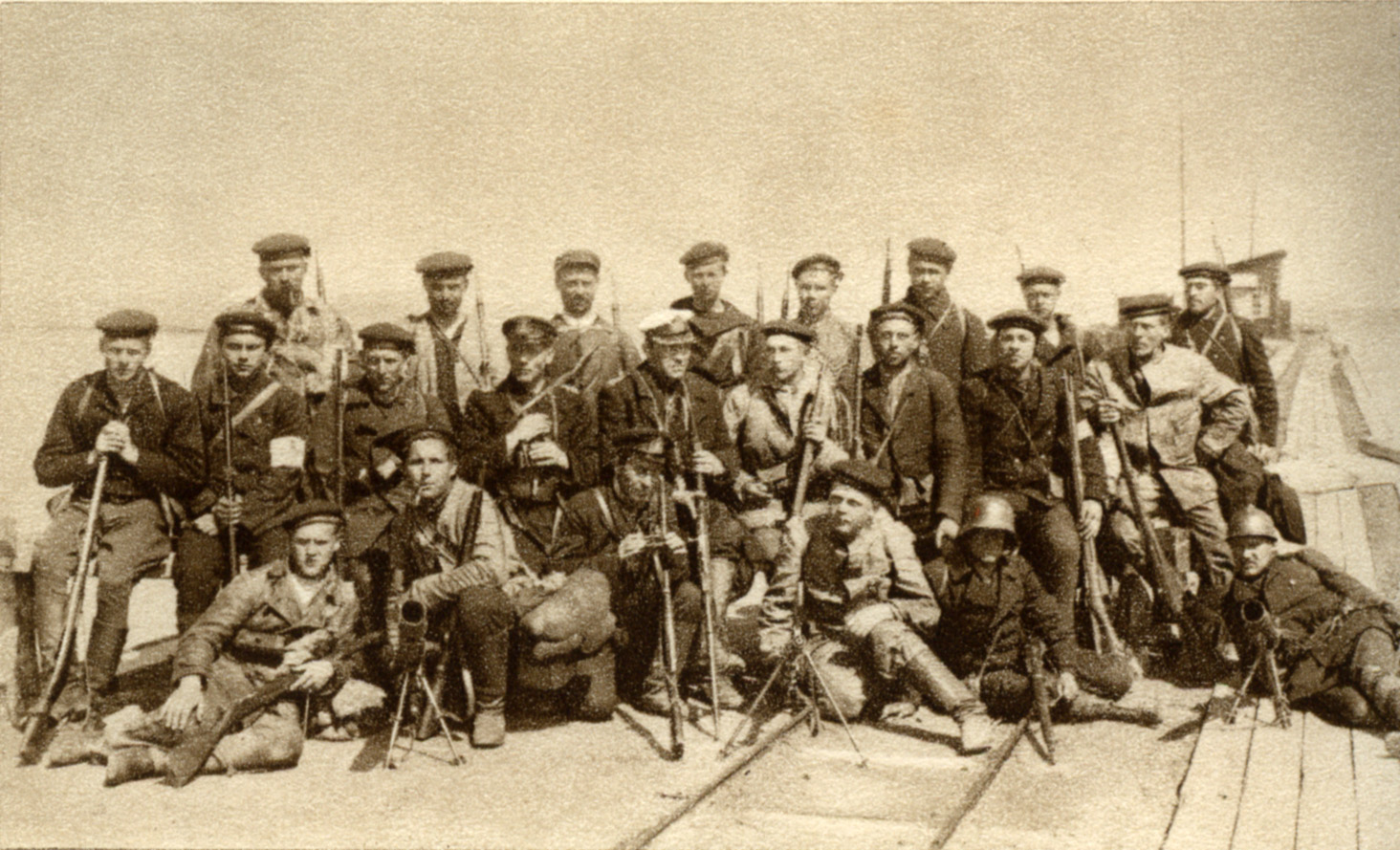
تفنگداران دریایی استونی - مه ۱۹۱۹

جنگ استقلال استونی (استونیایی: Vabadussõda) یا جنگ آزادی استونی به مجموعه جنگ‌هایی گفته می‌شود که میان ارتش استونی به همراه متحدانش (ارتش سفید شمال‌شرقی روسیه، لتونی و بریتانیا) در برابر تهاجم شوروی و تجاوز نیروی زمینی بالتیک رخ داده‌است.
این جنگ در میان جنگ داخلی روسیه مابین سال‌های ۱۹۱۸ تا ۱۹۲۰ میلادی برای به‌دست آوردن حاکمیت ملی و استقلال استونی اتفاق افتاده‌است که حاصل آن معاهده تارتو در ۲ فوریه ۱۹۲۰ میلادی و تأسیس دولت استونی بوده‌است.
این جنگ ۵٬۰۰۰ نفر کشته و ۱۵٬۰۰۰ زخمی برای مردم استونی به جای گذاشت، همچنین ۱۰٬۰۰۰ نفر از ارتش روسیه نیز به اسارت درآمدند.